# Каменка (приток Воржехоти)
Каменка — река в России, протекает с востока на запад в лесу в Угличском районе Ярославской области. Устье реки находится в 18 км по правому берегу реки Воржехоть от её устья. Длина реки составляет 13 км. В среднем течении по правому берегу реки расположено урочище Овсянниково.

## Данные водного реестра
По данным государственного водного реестра России относится к Верхневолжскому бассейновому округу, водохозяйственный участок реки — Волга от Угличского гидроузла до начала Рыбинского водохранилища, речной подбассейн реки — бассейны притоков (Верхней) Волги до Рыбинского водохранилища. Речной бассейн реки — (Верхняя) Волга до Куйбышевского водохранилища (без бассейна Оки).
Код объекта в государственном водном реестре — 8010100912110000004642.